# Micreumenes marci
Micreumenes marci är en stekelart som beskrevs av Gusenleitner 2000. Micreumenes marci ingår i släktet Micreumenes och familjen Eumenidae. Inga underarter finns listade i Catalogue of Life.